# ダスト (映画)
『ダスト』（原題：Dust）は、2009年に公開された、ルクセンブルク、オーストリア合作映画。
日本ではEUフィルムデーズ2011において初公開された。

## ストーリー
人類のほとんどが絶滅した近未来の地球。そこでひっそりと暮らす双子のエロディとエリアスだが、ある青年を助けたことをきっかけに彼らの生活も脅かされてゆく。

## キャスト
- エロディ：キャサリン・スティードマン
- エリアス：オリー・アレクサンデル
- ガブリエル：アンドリュー・ホーリー